# Globe (banda)
globe é uma banda de j-pop, criada em 1995 por Tetsuya Komuro.

## Membros
- Keiko Yamada
- Marc Panther
- Tetsuya Komuro
- Yoshiki (2002 - 2005)

## História
Tetsuya Komuro organizou, em 1994, uma competição chamada EUROGROOVE NIGHT, Keiko participou e ganhou a competição. A princípio, TK pensou em uma carreira solo para Keiko, porém ele resolveu formar um grupo com ela como vocalista principal e chamou seu amigo Marc Panther para ser o rapper. TK não faria parte do grupo, seria o organizador, mas no final acabou fazendo parte da banda.
A banda estreou em agosto de 1995, com o single Feel Like dance, e com o seu single DEPARTURES atingiu a marca de 2 milhões de cópias vendidas. Este single teve um êxito tão grande em tão pouco tempo que transformou a banda em um grande sucesso.
Em 1996, foi lançado o primeiro disco, globe, que foi igualmente um sucesso, vendendo 4 milhões de cópias. Após o segundo álbum, FACES PLACES, o grupo entrou numa época de silêncio, e os rumores eram de que Komuro iria acabar com a banda.
Depois deste período, em 1998, globe lançou quatro singles: wanna Be A Dreammaker, Sa Yo Na Ra, sweet heart e Perfume of Love. Consolidando o grupo em uma categoria de pop alternativo, neste mesmo ano receberam um prêmio da indústria musical japonesa pelo single wanna Be A Dreammaker
No ano de 2002, Tetsuya Komuro e Keiko se casaram. E o líder da banda X Japan, Yoshiki, entrou para o grupo.
Após dois anos de descanso, em 2005 foi apresentado o single Here I Am, e em agosto foi lançado o álbum globe2 pop/rock para comemorar os dez anos da banda. Atualmente o grupo voltou a ter três membros: TK, Keiko e Marc. Quando Yoshiki participa do grupo, este passa a se chamar globe extreme.
Em 2006 foi anunciado o 31º single da banda, "Soldier" à ser lançado no dia 1º de Março. Mas o lançamento foi cancelado e em seu lugar a banda lançou o álbum "maniac" no dia 23 de Março. O álbum não teve nenhum single, nem videoclipe para promove-lo. E as filmagens do videoclipe da música "Soldier" acabaram não sendo concluídas. Alguns meses depois, a banda foi para a América Latina gravar as músicas para o primeiro mini álbum "New Deal". Com forte influência latina, foi utilizada pela primeira vez a língua espanhola nas músicas do grupo.
Dois anos se passaram sem nenhum lançamento, ou uma posição oficial de que a banda teria acabado. Assim em 2008 foi programado o lançamento de dois singles "Get Wild" e "Self Control", covers da antiga banda de Komuro a TM Network. Porém os singles foram cancelados pela Avex por causa dos problemas judiciais por fraude de Tetsuya Komuro. Todo o catálogo de músicas da banda foi removido das lojas digitais, como o iTunes.
No dia 30 de agosto de 2009, durante o festival de música a-nation, a banda globe anúnciou seu retorno. TK falou sobre seu problema na justiça e sobre o retorno da banda. Ele tocou algumas músicas em seu piano e depois, foi acompanhado de Keiko e Marc nas canções "Face" e "Many Classic Moments" onde foram ovacionados pelo público presente. A banda assinou um novo contrato com a Avex e o catálogo de músicas retornou para as lojas logo depois.

## Discografia

### Singles
- Feel Like dance (9 de agosto de 1995)
- Joy to the love (globe) (27 de setembro de 1995)
- SWEET PAIN (1 de novembro de 1995)
- DEPARTURES (1 de janeiro de 1996)
- FREEDOM (27 de março de 1996)
- Is this love (28 de agosto de 1996)
- Can't Stop Fallin' in Love (30 de outubro de 1996)
- FACE (15 de janeiro de 1997)
- FACES PLACES (5 de março de 1997)
- Anytime smokin' cigarette (9 de abril de 1997)
- Wanderin' Destiny (15 de outubro de 1997)
- Love again (31 de março de 1998)
- wanna Be A Dreammaker (2 de setembro de 1998)
- Sa Yo Na Ra (23 de setembro de 1998)
- Sweet heart (30 de setembro de 1998)
- Perfume of love (7 de outubro de 1998)
- Winter comes around again
- MISS YOUR BODY (25 de março de 1999)
- Still growin' up (8 de setembro de 1999)
- Biting her nails (15 de dezembro de 1999)
- In any case very much... (とにかく無性に…)(14 de junho de 2000)
- DON'T LOOK BACK / like A prayer (22 de novembro de 2000)
- Garden (28 de março de 2001)
- Try this shoot (1 de agosto de 2001)
- Stop! IN the Name of Love (14 de novembro de 2001)
- Genesis of next (5 de dezembro de 2001)
- Many Classic Moments (6 de fevereiro de 2002)
- OVER THE RAINBOW / INSPIRED FROM RED & BLUE (10 de abril de 2002)
- Seize the light (27 de novembro de 2002)
- Get it ON now feat. keiko (23 de março de 2003)
- Here I AM (29 de março de 2005)

### Álbuns
| nº         | Lançamento             | Título          | Posição Oricon | Cópias vendidas |
| 1          | 31 de março de 1996    | globe           | #1             | 4.136.460       |
| 2          | 12 de março de 1997    | FACES PLACES    | #1             | 3.239.180       |
| 3          | 31 de março de 1998    | Love again      | #1             | 1.657.970       |
| 4          | 9 de dezembro de 1998  | Relation        | #1             | 1.729.710       |
| 5          | 28 de março de 2001    | outernet        | #9             | 149.110         |
| 6          | 6 de fevereiro de 2002 | Lights          | #2             | 277.420         |
| 7          | 17 de abril de 2002    | Lights2         | #2             | 164.200         |
| 8          | 26 de março de 2003    | LEVEL 4         | #17            | 51.254          |
| 9          | 10 de agosto de 2005   | globe2 pop/rock | #5             | 49.084          |
| 10         | 23 de março de 2006    | maniac          | #12            | 28.356          |
| Mini-Álbum | 9 de agosto de 2006    | New Deal        | #20            | 14.003          |

### Mini-álbuns
- New Deal (9 de Agosto de 2006)

### Compilações
- CRUISE RECORD 1995-2000 (22 de setembro de 1999) (2 bandas)
- 8 Years～Many Classic Moments～ (27 de novembro de 2002)
- Ballads & Memories (26 de dezembro de 2002)
- 8 Years + DVD (31 de março de 2004)
- globe decade -single history 1995-2004- (16 de fevereiro de 2005) (3 bandas)
- 15 YEARS -BEST HIT SELECTION- (Coletânea de 3 discos, com 2 músicas inéditas "Get Wild" e "Spicy Girls") (29 de Setembro de 2010)

### Remixes
- FIRST REPRODUCTS (31 de março de 1999)
- SUPER EUROBEAT presents EURO global (30 de agosto de 2000)
- global trance (12 de setembro de 2001)
- global trance 2 (26 de setembro de 2002)
- global trance best (3 de setembro de 2003)

### DVD-VIDEO
- globe tour 1999 Relation (15 de março de 2000)
- globe＠4_domes (29 de março de 2000)
- globe tour 1998 “Love again” (29 de março de 2000)
- NAKED screen (29 de março de 2000)
- on the way to YOU / THE MAIN LOAD / Throwin' down in the double 0 (14 de junho de 2000)
- NAKED screen + globe featuring KEIKO.MARC.TK CLIPS 1995-2000 (13 de março de 2002)
- globe special live -genesis of next- (27 de março de 2002)
- globe tour 2002 -category trance, category all genre- (26 de setembro de 2002)
- 8 YEARS Clips Collection (11 de dezembro de 2002)
- preview (10 de dezembro de 2003)
- globe the best live 1995-2002 (31 de março de 2004)
- globe decade -access best seasons 1995-2004- (27 de abril de 2005)

### DVD-AUDIO
- 8 years～Many Classic Moments～ (28 de janeiro de 2004)

### VHS
- preview (12 de fevereiro de 1997)
- globe＠4_domes (30 de julho de 1997)
- globe tour 1998 “Love again” (16 de dezembro de 1998)
- NAKED screen (25 de março de 1999)
- globe tour 1999 Relation (15 de março de 2000)
- on the way to YOU / THE MAIN LOAD / Throwin' down in the double 0 (14 de junho de 2000)
- globe special live -genesis of next- (27 de março de 2002)

### Edição limitada
- Globe decade -complete box 1995-2004- (16 de fevereiro de 2005)

### Single em colaboração
- Dreams from above (globe vs push) (31 de julho de 2002)

### Singles solo
- ON the way to YOU (globe featuring KEIKO) (29 de março de 2000)
- THE MAIN LORD (globe featuring MARC) (29 de março de 2000)
- Throwin' down IN the double 0 (globe featuring TK) (29 de março de 2000)
- Be true (Cyber X feat. KEIKO) (25 de junho de 2003)
- KCO (HUMANRACE / DREAMS OF CHRISTMAS feat. VERBAL (m-flo) / friendship of CHRISTMAS CHORUS / sea)

### Álbum solo
- PIANO globe - globe piano collection - (Tetsuya Komuro) (19 de março de 2003)
- Experience (Mark Panther [ 245 ]) (17 de março de 2003)